# Кемпни, Михал
Ми́хал Ке́мпни (чеш. Michal Kempný; род. 8 сентября 1990 года) — чешский хоккеист, защитник пражской «Спарты», выступающей в чешской экстралиге. Обладатель Кубка Стэнли 2018 в составе «Вашингтон Кэпиталз». Чемпион мира 2024 года.

## Карьера
Михал Кемпни несколько сезонов играл в юниорской команде «Скалица» из одноимённого словацкого городка. А в сезоне 2007/08 провёл единственный матч во взрослой команде.
Перейдя в «Комету» из города Брно, выступал и в молодёжном первенстве (32 игры), и за основную команду (32 игры в 1 лиге и 68 игр в высшей лиге). Также помогал фарм-клубам (68 игр в первой лиге и 1 игра во второй лиге).
Один сезон провёл в пражской «Славии», в 62 играх набрав 18 (6+12) очков.
Вернувшись в Брно, за два сезона сыграл 114 игр, набрав 51 (18+33) очко.
В сезоне 2015/16 года выступал в КХЛ за омский «Авангард».
Перед сезоном 2016/17 переехал в НХЛ и подписал 1-летний контракт новичка с «Чикаго Блэкхокс». По окончании сезона продлил соглашение с «Ястребами» ещё на год, сумма контракта составила $ 900 тыс.
19 февраля 2018 года был обменян в «Вашингтон Кэпиталз» на выбор в 3-м раунде драфта 2018 года. В составе «Вашингтона» выиграл Кубок Стэнли, играя в обороне в паре с Джоном Карлсоном.
Провёл 20 игр за юниорскую сборную Чехии, а также 22 игры за молодёжную сборную. В основной сборной дебютировал (не считая Евротура) на чемпионате мира 2016 года. Также выступал на Кубке мира 2016.
Из-за травмы, практически полностью пропустил сезон 2020/2021.

## Достижения
Вице-чемпион Чехии (2) — 2012, 2014 
 Бронзовый призёр чемпионата Чехии (2) — 2013, 2015
Обладатель Кубка Стэнли — 2018
 Бронзовый призёр чемпионата мира — 2022
 Чемпион мира — 2024

## Статистика
Обновлено на конец сезона 2020/2021
- Чешская экстралига — 252 игры, 73 очка (26+47)
- НХЛ — 262 игры, 67 очков (16+51)
- КХЛ — 70 игр, 25 очков (7+18)
- Сборная Чехии — 54 игры, 22 очка (5+17)
- АХЛ — 2 игры, 1 очко (0+1)
- Словацкая экстралига — 1 игра
- Всего за карьеру в сборной и клубах — 641 игра, 188 очков (54+134)